# 凡康躬
凡 康躬（おおし の やすつね、生没年不詳）は、平安時代前期の官人。姓は直。

## 経歴
光孝朝の元慶8年（884年）6月、石見権守上毛野氏永と石見介忍海山下氏則との間の訴訟を推問するために勘解由主典従七位下で坂上茂樹と共に石見国へ派遣された。

## 官歴
『日本三代実録』による。
- 元慶8年（884年）6月23日：見従七位下。勘解由主典